# Casa del Boia

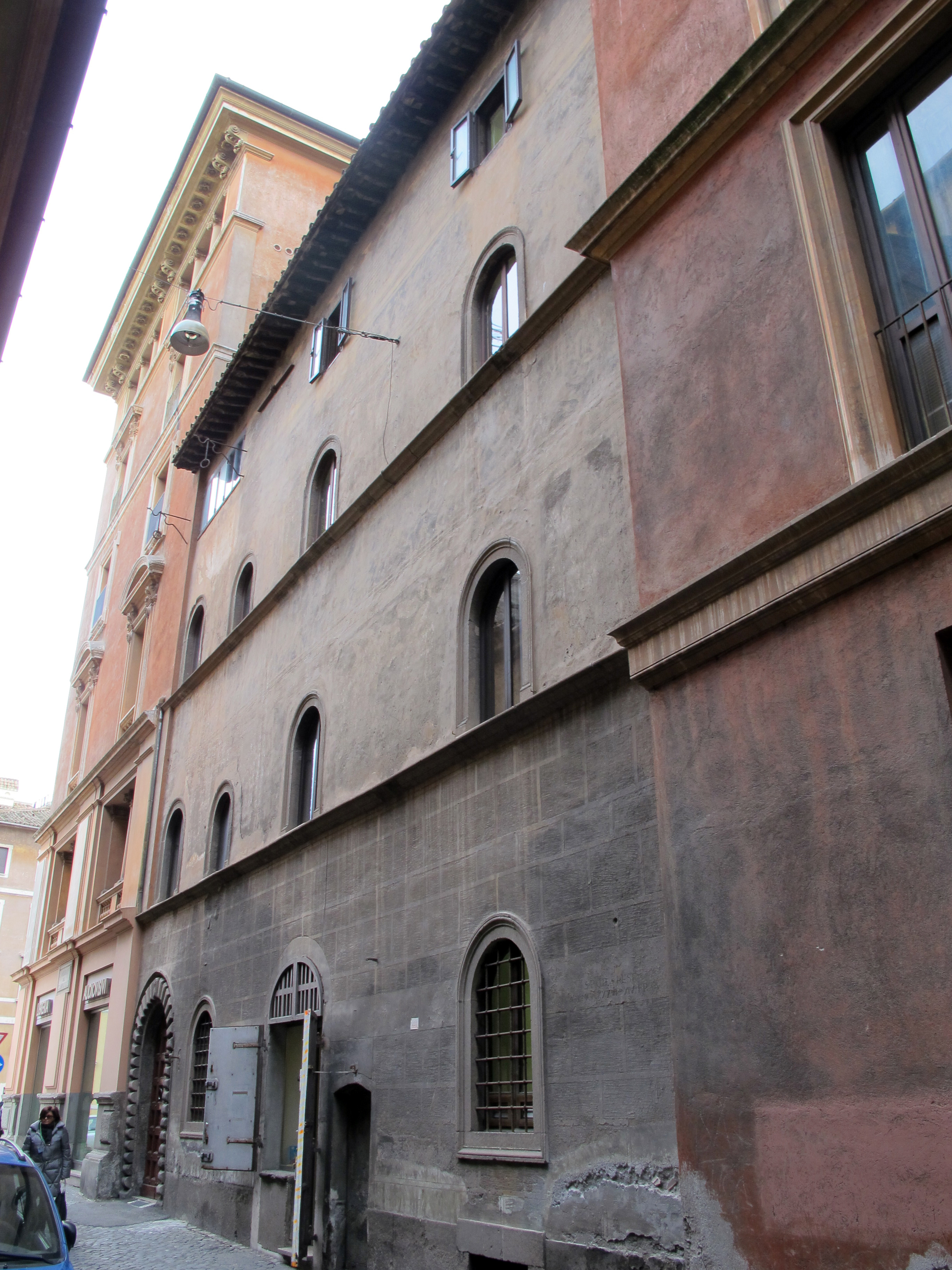
Casa del Boia no Vicolo del Campanile.

Casa del Boia ou Casa di Mastro Titta é uma casa medieval localizada no número 4 do Vicolo del Campanile, no rione Borgo de Roma.

## História

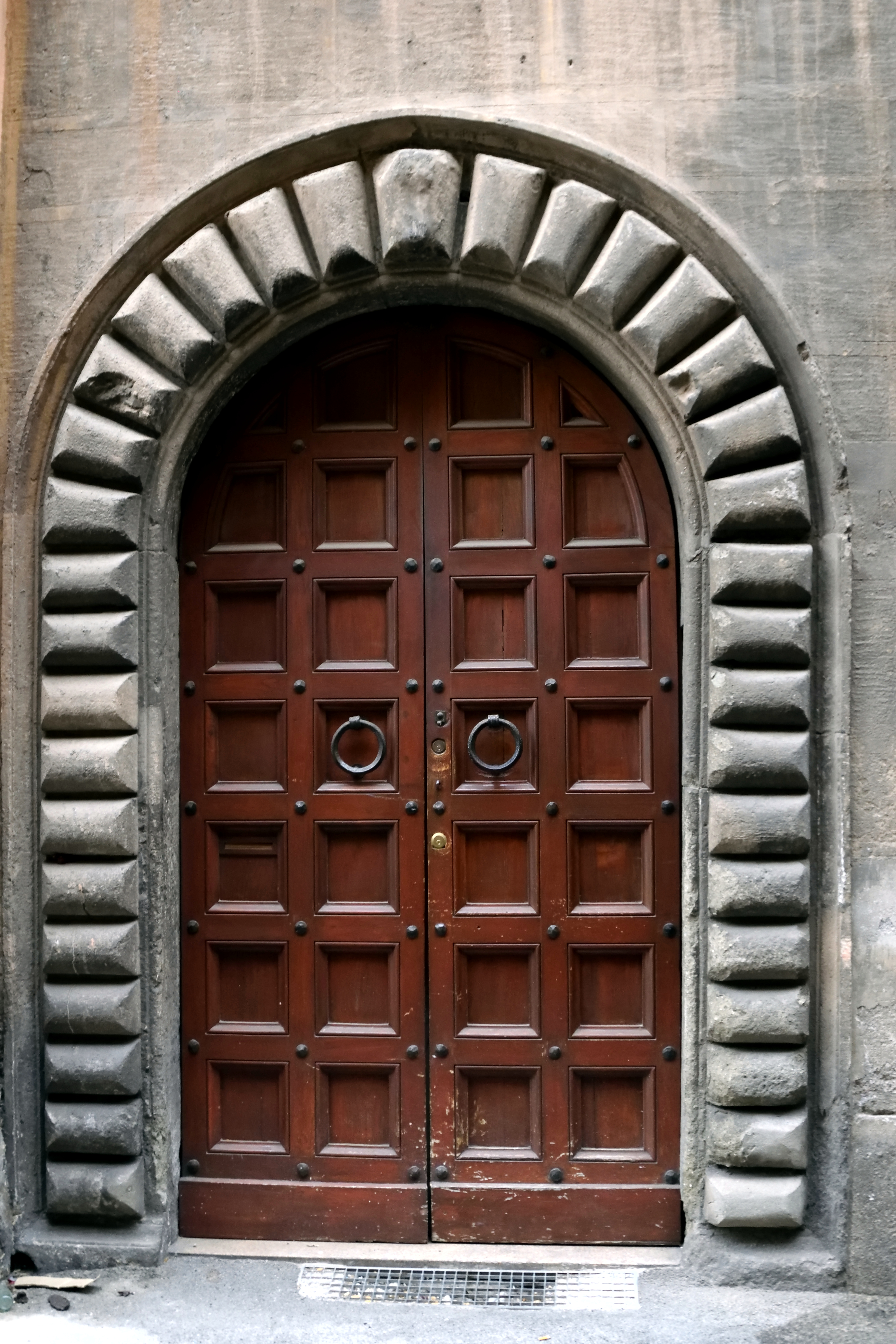
Portal.

O edifício é uma bela casa do século XV de três pisos com janelas arqueadas e restos de decoração em grisaille na fachada (ainda visível, mas com bastante dificuldade), restaurada em 1936 por ordem de Gaetano Latmiral, proprietário do Palazzo Latmiral, no qual ela está englobada. Segundo Vasari, o autor da decoração foi Giulio Romano, que, por volta de 1520, construiu "no meio do Borgo Novo uma fachada em grafito com alguns prisioneiros e muitas outras belas obras". O piso térreo, onde está o portal, é revestido por falsos silhares esculpidos; o primeiro andar, entre as quatro janelas arqueadas, estão representados "quatro reis dácios prisioneiros sobre um fundo de panóplias" e o "Jardim de vacas adormecidas roubado por Mercúrio"; no friso entre o primeiro e o segundo piso, o emblema dos Médici entre leões rompantes; no segundo piso, estão quatro figuras mitológicas femininas e "Argo com três vacas"; no friso acima estão leões alados rompantes e vasos com frutas e no último piso estão cabeças de leões.
A casa foi novamente restaurada em 1980.

## Carrasco papal
Nesta mesma casa viveu Giovan Battista Bugatti, mais conhecido como "Mastro Titta", o famoso "boia" da Roma pontifícia ("carrasco"). Este personagem deixou um preciso registro da "justiça" dispensada por ele, registrando para cada uma dados gerais da vítima, o local da execução e o crime cometido. Desta lista, sabemos que as intervenções de Mastro Titta foram 516, executadas de março de 1796 até agosto de 1864; Titta faleceu em 18 de junho de 1868. As execuções ocorriam, numa espécie de peça teatral, na Ponte Sant'Angelo, na Piazza del Popolo ou na Via dei Cerchi. Ele é geralmente representado como sendo uma pessoa honrada, educada e feliz em poder realizar seu dever, pelo qual recebia a simbólica recompensa de um "papetto", ou seja, três centavos da lira italiana. Indiscutivelmente, Mastro Titta se tornou famosa a função de boia pontifício, mas sabe-se que ele não foi o último carrasco do papa: de fato, Vicenzo Balducci passou a ser seu ajudante em 1850 e ele seguiu realizando a sangrenta missão até 9 de julho de 1870.
Curiosamente, o carrasco dos condenados devia permanecer na margem direita do Tibre, como revela o antigo dito italiano "boia num passa Ponte", uma referência ao fato de que cada um devia permanecer em sua própria parte do mundo. Mas, na realidade, o boia atravessava o rio para realizar execuções de condenados na Piazza del Popolo, no Velabro ou no Campo de' Fiori. Neste caso, se dizia, de forma bastante sinistra, que "Mastro Titta passa ponte".